# Château de Pagax
Le château de Pagax se situe dans l’ancienne province du Rouergue et à la limite du Quercy tout proche. Il domine la vallée du Lot sur les hauteurs du village de Flagnac en Aveyron.

## Architecture
Son architecture est typique des forteresses des XIIe et XIIIe siècles, avec un corps de logis de plan carré élevé sur trois étages au-dessus d'un rez-de-chaussée aveugle, flanqué de quatre tours d'angles massives reliées par des mâchicoulis.
À la Renaissance, cette forteresse fut remaniée, et de grandes fenêtres à meneaux furent percées.
Un imposant bâtiment annexe est de type défensif et comportait deux tours de guet opposées ainsi qu'un chemin de ronde. Il possédait un étage de plus qu'aujourd'hui.
Accolée à ce bâtiment, existait jusque dans les années 1960 une chapelle dite « Saint-Pierre » fondée en 1327.

## Historique
L’histoire du château de Pagax  reste, à ce jour, encore bien incomplète.
La plus ancienne mention qui soit faite du château remonte à 1259.
Il était à l’origine celui d’un fonctionnaire royal, érigé pour fixer l’autorité du roi de France en cette région.
Son nom lui-même en témoigne ; en effet Pagax s’orthographiait autrefois Pagas et aujourd’hui encore on le prononce « Pagasse ». Pagas, du latin « Pagus », ressort fiscal, paiement, désigne un point de passage.
Au Moyen Âge, il faisait partie du patrimoine de la famille de Montarnal, noble et puissante famille avec titre de baronnie et qui est mentionnée dès l’an 1096 dans une charte de l’abbaye de Conques.
Cette famille a donné des combattants aux croisades et des bienfaiteurs à l’Église.
Au XVe siècle, Hugues de Montarnal, chef de la maison, avait marié sa fille Nine à Guillaume de Moret et substitué tous ses biens aux enfants mâles à naître de ce mariage. Par suite de ces dispositions, après sa mort, son hérédité fut recueillie par Jean de Moret, son petit-fils.
Le château de « Pagas » passe donc dans la famille de Moret qui au fil des siècles devient  très importante dans la région. En effet, elle était connue par ses vastes possessions, par ses services et emplois militaires, par ses alliances distinguées qui lui donnaient des parentés avec les premières maisons du royaume.
D’ailleurs un seigneur de « Pagas » Henri Victor de Moret (1642-1704) avait du « sang royal », puisque sa grand-mère maternelle n’était autre que Madeleine de Bourbon Malauze, descendante directe des rois de France, de Hugues Capet jusqu’à Saint Louis. La famille de Moret possédait de vastes terres comme seigneur de Montarnal, de Pagas, de Vieillevie, d’Anglars, de Roqueprime, de Peyrou, comte de Peyre, baron de Marchastel, etc. La famille de Moret fit résidence au château de Pagas jusqu’en 1773.
À cette date, c’est le sieur Brunet ou le Brunet de Paillez qui acquit le château. Jacques Le Brunet, originaire de Conques, avait fait fortune à Paris en épousant une riche héritière décédée prématurément. C’était un grand acquéreur de biens nobles. Il avait acheté peu avant le château de Privezac où il eut quelques soucis avec les paysans locaux peu avant la Révolution, lorsque la fronde montait dans les campagnes. Alors, quelques années plus tard, pour éviter le même scénario à Pagas, il brûla lui-même ses titres féodaux et décapita les tours du château pour éviter sa mise à sac.
Après cette période, on ne sait plus grand-chose sur les habitants du château jusqu’au début de XXe siècle, date à laquelle il était la propriété de la famille Solanet. Il passa ensuite  lors d’une vente aux enchères dans la famille Campargue vers 1925.
Le château de Pagax est aujourd'hui la propriété de la famille Dessalles qui a entrepris des travaux de rénovation dès 2005, année de l'acquisition. En 2020, il est sélectionné par la mission Stéphane Bern pour participer au Loto du Patrimoine. Un reportage lui est consacré dans l’émission Des racines et des ailes à cette occasion.

## Galerie

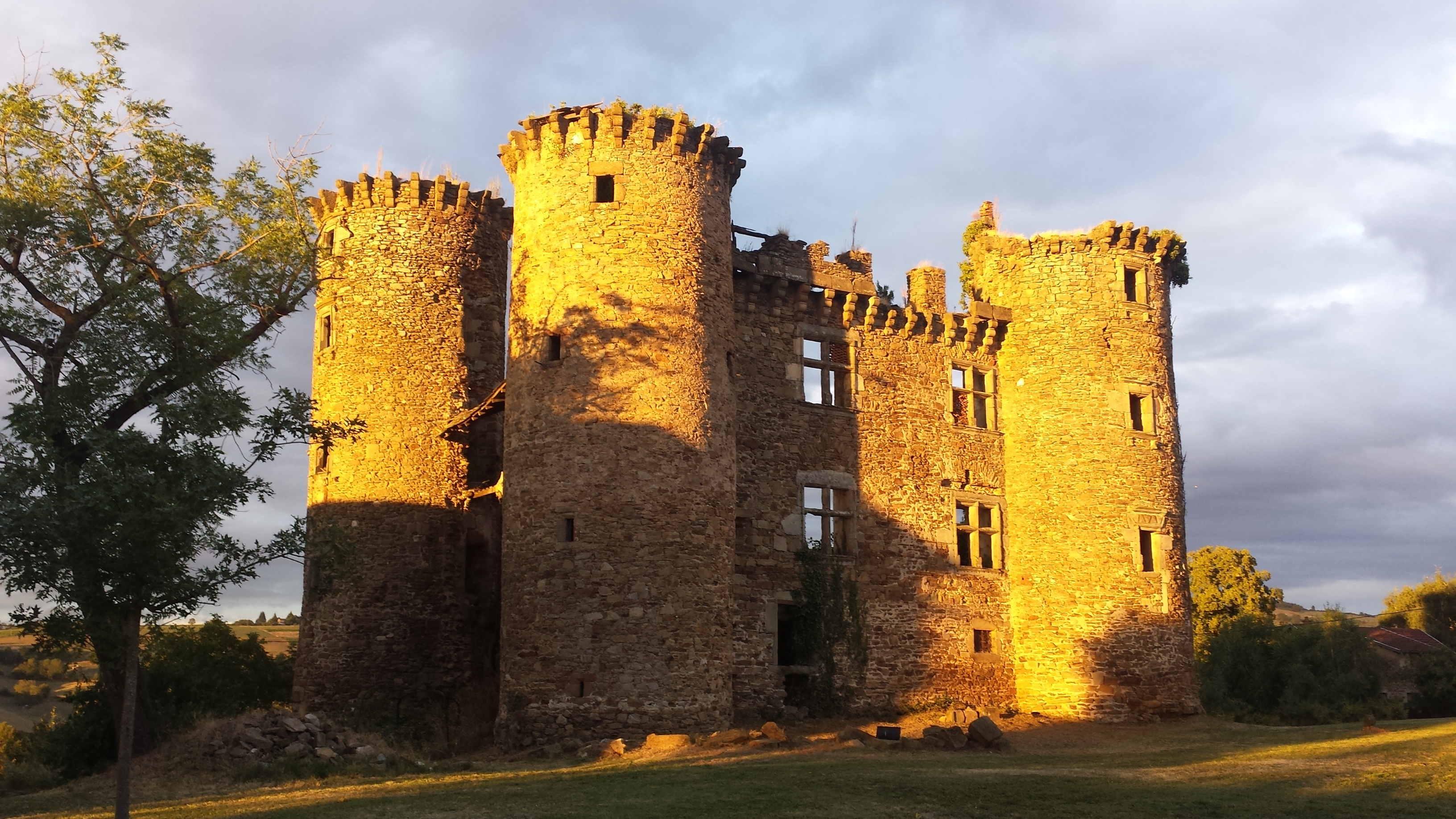
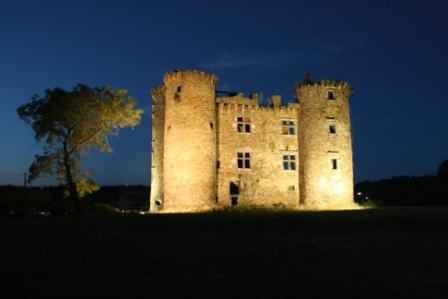
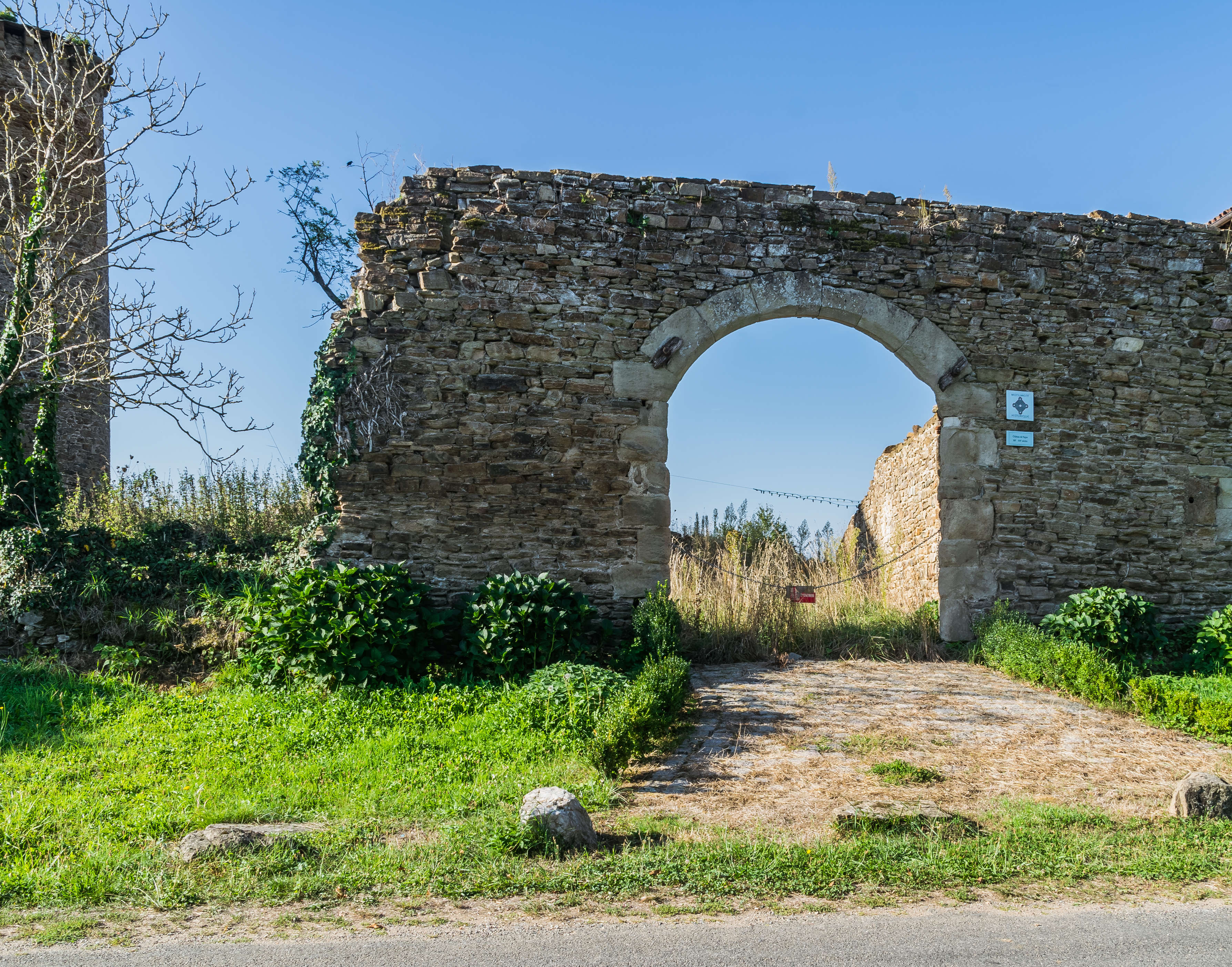
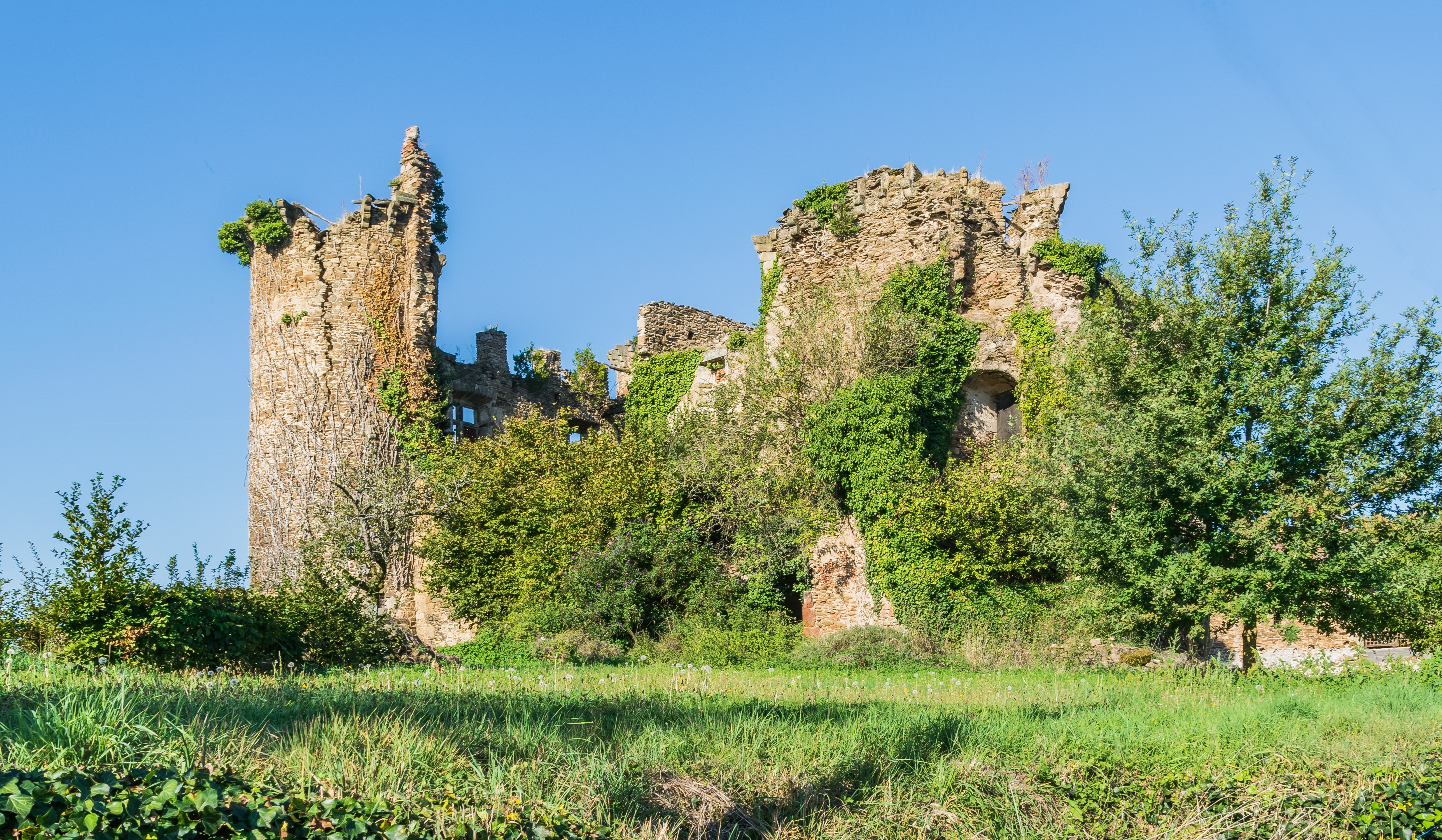
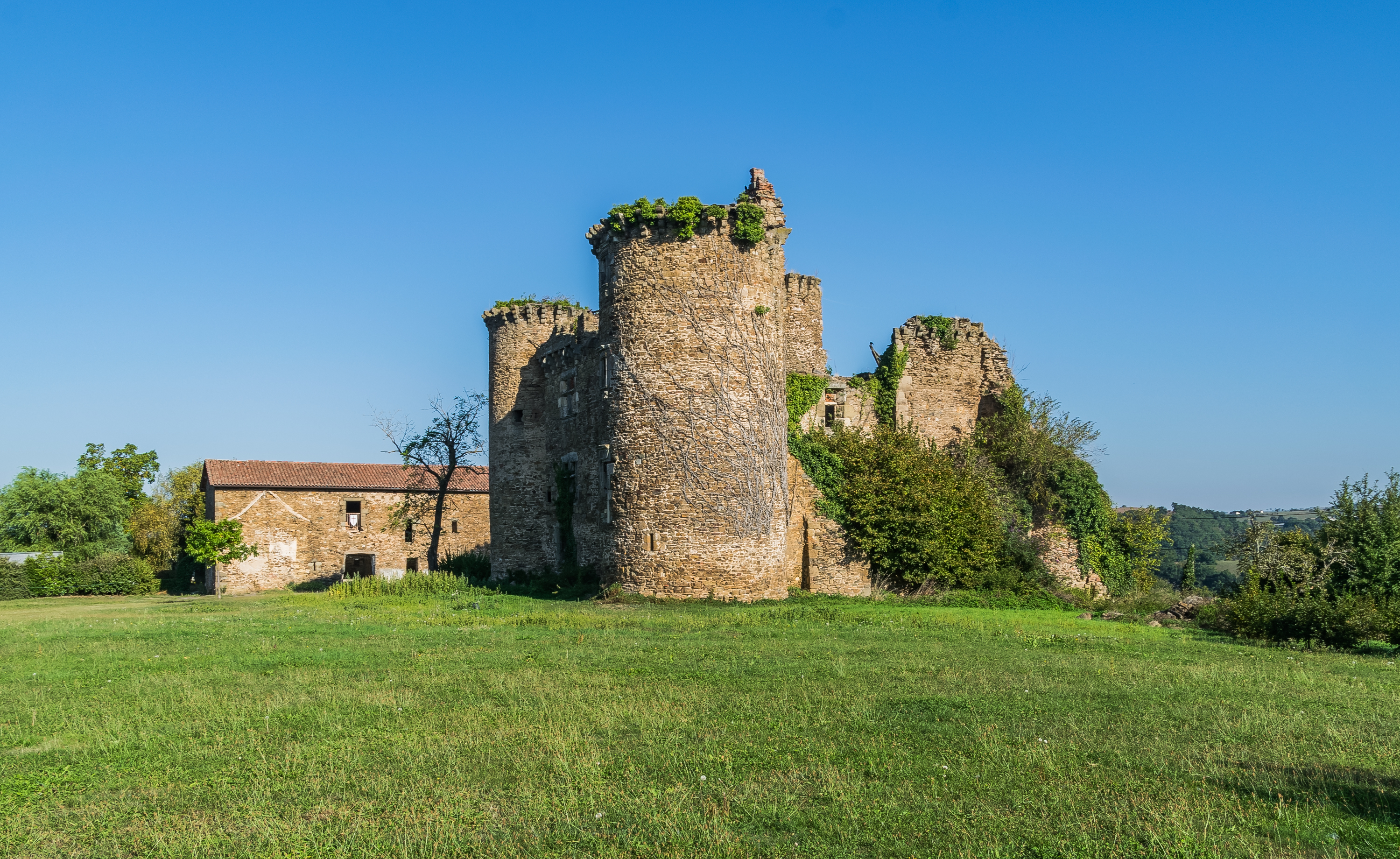
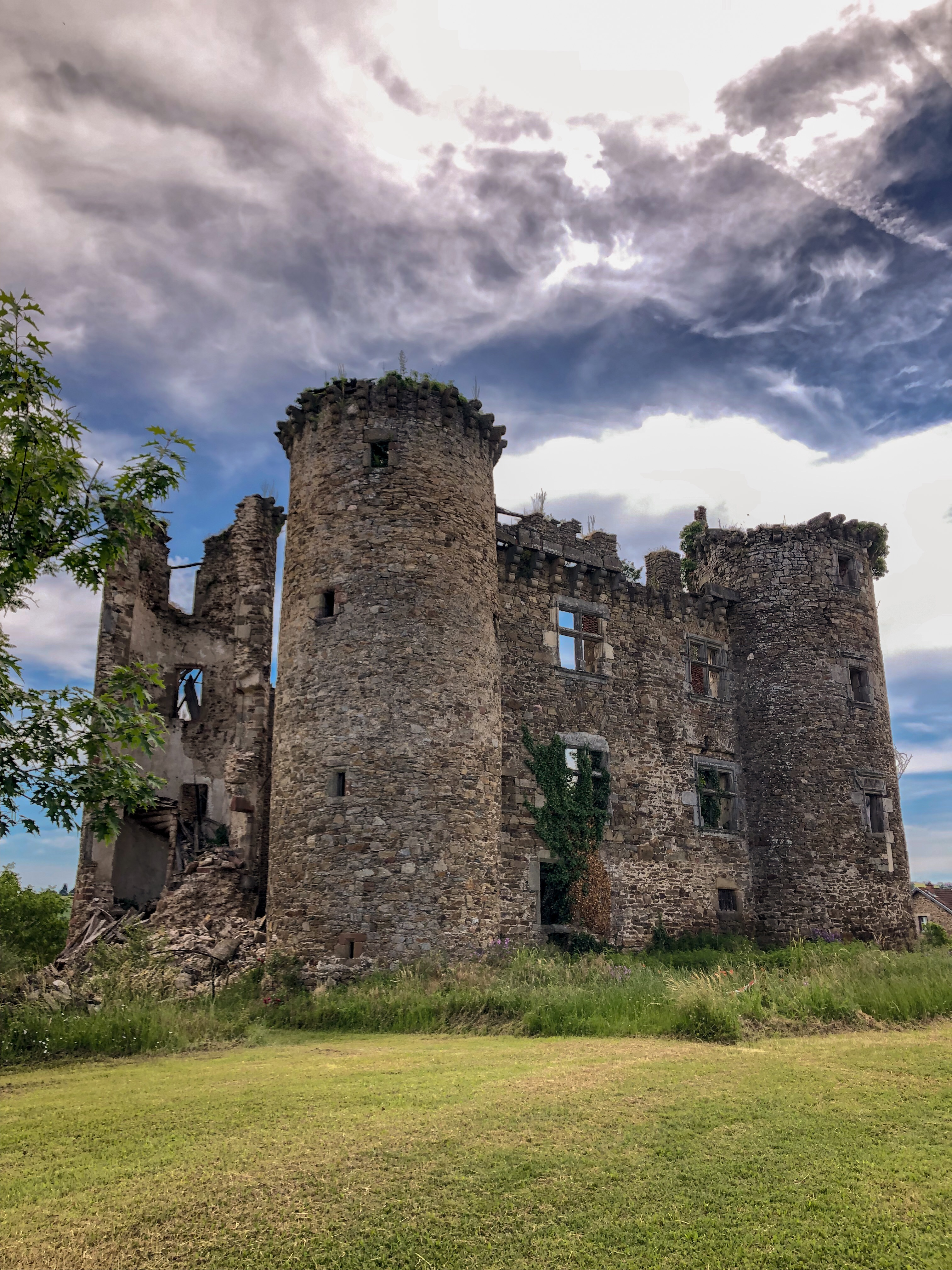
Le château de Pagax en juin 2019.